# بلیندا کاندا
بلیندا کاندا (انگلیسی: Belinda Kanda؛ زادهٔ ۳ نوامبر ۱۹۸۲) بازیکن فوتبال اهل غنا است.
وی همچنین در تیم ملی فوتبال زنان غنا بازی کرده‌است.